# Ponte Cagrana
Die Ponte Cagrana ist eine Pontonbrücke über die Neue Donau im 22. Wiener Gemeindebezirk Donaustadt. Sie liegt ein kleines Stück nordwestlich – also oberwasserseitig – der Reichsbrücke an der „Copa Cagrana“ und quert links von Donau und Donauinsel die Neue Donau, an deren linkem Ufer die Restaurationsbetriebe der „Copa Cagrana“, seit Juli 2015 „Copa Beach“, liegen. Die Brücke wurde im Jahr 2000 anstelle der Vorgänger-Schwimmbrücke eröffnet.
Zum Eurovision Song Contest 2015 in Wien wurde die Brücke saniert und mit Tafeln aller bisherigen Eurovisionssieger ausgestattet.
Über die stufenlosen Brückenköpfe ist ein barrierefreier Zugang zur Ponte Cagrana möglich. Der mittlere Teil der ansonsten aus Schwimmkörpern bestehenden Brücke ist ein zur Mitte hin angehobener Steg, der Booten, Surfern und Schwimmern die Unterquerung ermöglicht. Vor Ableitung von Hochwasser über die Neue Donau sowie außerhalb der Saison (etwa Ende Oktober bis Anfang April) werden die Schwimmkörper in Fließrichtung der Neuen Donau gedreht, wodurch die Brücke während dieser Zeit unpassierbar ist (Gleiches gilt für die Walulisobrücke).